# Myrmecomantis atra
Myrmecomantis atra es una especie de mantis de la familia Amorphoscelidae, que para su protección se mimetiza como una hormiga, incluso en la adultez.

## Distribución geográfica
Se encuentra en Queensland (Australia).